# Kaisersalmler
Der Kaisersalmler (Nematobrycon palmeri), auch Kaisertetra genannt, ist ein Süßwasserzierfisch aus der Salmlerfamilie Acestrorhamphidae. Er ist wegen seiner vergleichsweise unkomplizierten Haltung ein beliebter Aquariumsfisch.

## Merkmale
Nematobrycon palmeri ist die Typusart der Gattung Nematobrycon, die 1911 vom Ichtologen Carl H. Eigenmann aufgestellt wurde. Als Gattungsdefintion weist sie die innerhalb der Familie der Salmler (Characidae) einzigartige Kombination aus dreizipfeliger Schwanzflosse und dem Fehlen der sonst für die Salmler so typischen Fettflosse auf.
Adulte Kaisersalmler werden etwa 5 bis 8 cm groß.
Der irisierende blaue Längsstreifen oberhalb der Seitenlinie kann abhängig vom Befinden des Fisches sehr intensiv leuchten. Während der Balzzeit intensivieren sich die Farben des Männchens sehr stark, der Bauch leuchtet purpurrot und die Flossen sind kontrastreich gemustert.
Kaisersalmler sind hochgradig geschlechtsdimorph, so dass sich Männchen und Weibchen leicht voneinander unterscheiden lassen. Die zuverlässigste Methode ist die Farbe der Iris: Männchen haben metallisch blaue Augen, während Weibchen metallisch grüne Augen haben. Außerdem hat das Männchen einen dreizackigen Schwanz, wobei der mittlere schwarze Streifen normalerweise über den Rest des Schwanzes hinausgeht, während bei den Weibchen dieser mittlere schwarze Streifen normalerweise nur bis zum klaren Teil des Schwanzes reicht. Dies ist jedoch nicht immer der beste Indikator, da der dritte Zacken bei Männchen nach Revierkämpfen beschädigt werden kann und bei dominanteren Weibchen manchmal auch diese Verlängerung des Schwanzes wächst.

## Verbreitung
Ursprünglich stammt er aus dem Westen von Kolumbien in der kolumbianischen Region Choco und kommt im Río San Juan und dem Río Atrato und deren Nebenflüssen vor.

## Lebensweise
Nematobrycon-Arten leben in natürlicher Umgebung in kleinen Waldtümpeln, die nur zu Überschwemmungszeiten in Kontakt mit den Oberläufen von Flüssen kommen. Andere Quellen geben die Mündungsbereiche der entsprechenden Flusssysteme als Lebensraum an.

## Aquaristik
Nematobrycon palmeri wurde Ende der 50er Jahre vom Zierfischimporteur William A. Kyburz wiederentdeckt und ab den 60er Jahren erstmals in die USA eingeführt. Aufgrund ihrer für Salmler relativ unkomplizierten Vermehrung wird der aquaristische Bedarf heute überwiegend aus Nachzuchten gedeckt. Kaisersalmler eignen sich für Gesellschaftsbecken, wo sie in kleinen Gruppen von 8–12 Tieren, zur Ausbildung ihres spezifischen Sozialverhaltens gehalten werden sollten. Sie sollten dabei nicht mit zu lebhaften oder gar aggressiven Fischen vergesellschaftet werden. Die Beckenlänge sollte mindestens 70 cm betragen und die Haltung bei einer bei einer Temperatur von 23 bis 27 °C vorgenommen werden. Dominante Männchen zeigen manchmal ein ausgeprägtes Revierverhalten.

## Ernährung
Der Kaisersalmler ist ein Allesfresser, der sowohl tierische als auch pflanzliche Nahrung zu sich nimmt. Flockenfutter, pelletiertes Fischfutter oder Futtertabletten können für die Grundernährung ebenso herangezogen werden wie gefrorene oder lebende Artemia oder Mückenlarven.

## Zucht
Gelingt am besten in einem dicht bepflanzten, dünn besiedelten Artenbecken in weichem Wasser. Gut genährte Paare legen nach dem Balztanz ein einzelnes Ei auf Pflanzen ab. Da die Eltern Laichräuber sind, haben Eier und Jungtiere in einem dichten Bewuchs (z. B. Javamoos-Polster) statistisch höhere Überlebenschancen. Die etwa 2 mm langen Jungtiere können nach dem Schlupf in einem eigenen Aufzuchtbecken mit Staubfutter aufgezogen werden.
Alternativ kann man auch balzende Zuchtpaare in ein kleineres mit dichtem Bodenbewuchs versehenes Ablaichbecken verbringen und nach ihrer Entfernung die schlüpfenden Jungtiere dort aufziehen.

## Verwandte Arten
Neben dem Kaisersalmler hat die Gattung Nematobrycon nur noch eine weitere Art, den Rotaugen-Kaisersalmler (Nematobrycon lacortei). Eine zuvor beschriebene dritte Art (Nematobrycon amphiloxus) hat sich mittlerweile als dunkle Farbvariante von Nematobrycon palmeri (”Nematobrycon palmeri Black”) herausgestellt. Albinotische Mutationen bzw. Zuchtformen treten ebenfalls auf. Es wird als wahrscheinlich eingeschätzt, dass es möglicherweise noch unbekannte Nematobrycon-Populationen im Einzug der zahlreichen Flüsse im Südwesten Kolumbiens gibt.
Eine weitere bislang unbeschriebene mögliche Nematobrycon Art (vorläufige Bezeichnung Inpaichthys sp.Yellow Devil) soll angeblich aus Brasilien stammen.